# سرطان سخام المداخن

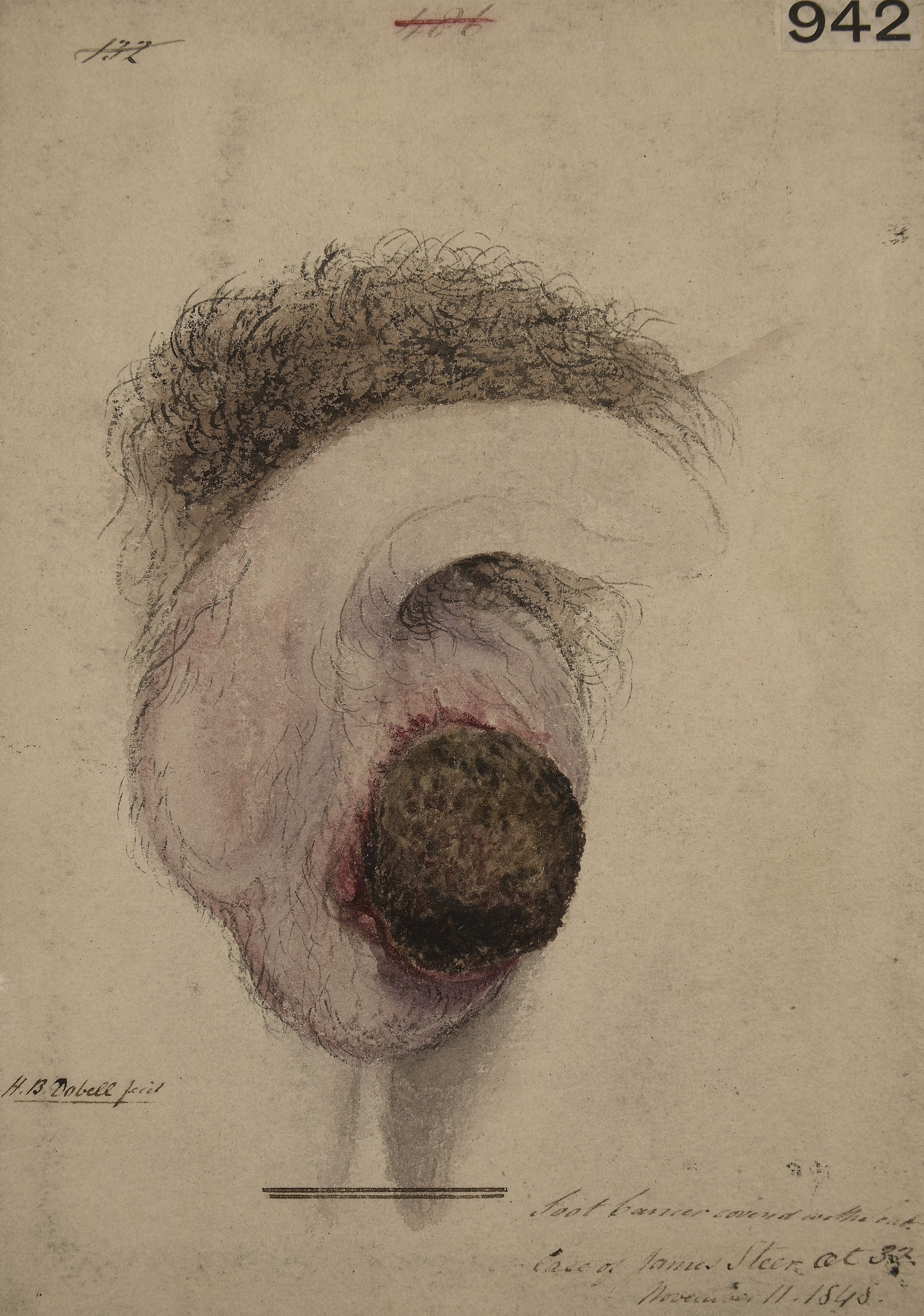

سرطان سُخام المداخن، ويسمى أيضًا الثؤلول السخامي، وسرطان منظفي المداخن، هو سرطانة حرشفية الخلايا في جلد كيس الصفن. كان أول سرطان مهني أُبلغ عنه، وأول من وصفه الجرّاح بيرسيفال بوت في عام 1775. لوحظ انتشاره في البداية بين منظفي المداخن.

## الإمراض
سرطان سخام المداخن هو سرطانة حرشفية الخلايا تصيب جلد كيس الصفن. يؤدي التهيج المزمن الناتج عن التعرض لسخام المداخن إلى تكوّن ثآليل، تتطور إلى سرطان الصفن في حال لم تُستأصل. بعد ذلك، يخترق السرطان طبقة الصفن الليفية (السِلخ)، يغزو الخصية فتتضخم، ثم يصعد عبر الحبل المنوي إلى البطن حيث يصبح قاتلًا على نحو حتمي.

## التاريخ
أول من وصف سرطان سخام المداخن بيرسيفال بوت عام 1775، افترض بوت أن السرطان مرتبط بالتعرض المهني لسخام المداخن. أصاب السرطان بشكل رئيسي منظفي المداخن الذين  تعرضوا للسخام منذ الطفولة المبكرة. كان متوسط عمر المرضى عند ظهور الأعراض وفقًا لإحدى المراجعات 37.7 عامًا، علمًا أنه ظهر عند أولاد لم تتجاوز أعمارهم 8 سنوات. اقترح دبليو جي سبينسر في عام 1890 أن العرق المُفرز بكثرة من أجساد العاملين سبّب تراكم السخام في غضون السطح السفلي للصفن، وأدى التهيج المزمن الناجم عن ذلك إلى تطور سرطان الصفن، تبين أن استنتاجه غير الصائب نتج عن خلل في طريقة تلوين الشرائح المجهرية التي اتبعها.
في عام 1922، استطاع آر دي باسي، طبيب الأبحاث في مستشفى غاي في لندن، إنتاج أورام خبيثة في جلد الفئران من خلال تعريضها لمستخلص مأخوذ من السخام، ما أثبت وجود مواد مسرطنة في السخام يُحتمل أنها سببت سرطان الصفن عند منظفي المداخن.
في ثلاثينيات القرن الماضي، اكتشف إرنست كيناواي وجيمس دي كوك من معهد الأبحاث في مستشفى السرطان في لندن (الذي سمي لاحقًا مستشفى مارسدن الملكي) عددًا من الهيدروكربونات متعددة الحلقة المسرطنة بشدة الموجودة في السخام.

### السياق الاجتماعي
كان المرض ظاهرة بريطانية بشكل أساسي. في ألمانيا مثلًا، ارتدى منظفو المداخن ثيابًا ضيقة واقية منعت تراكم السخام على السطح السفلي للصفن، بينما في المملكة المتحدة، زُجّ الأولاد في المداخن مرتدين سراويلًاتٍ وقمصانًا فقط، وأحيانًا عراة. قبل استعمال الفرشاة المرنة في المملكة المتحدة، اتخذ المنظفون الكبار أولادًا ليعملوا تحت إشرافهم، كان هؤلاء الأولاد صبية من الإصلاحيات أو أطفالًا باعهم آباؤهم، فيتدربون ويُعلَمون تسلق المداخن. في الولايات الألمانية، كان المنظفون تابعين لنقابات تجارية ولم يستخدموا الأولاد للتسلق. في إيطاليا وبلجيكا وفرنسا، استُخدم الأولاد للتسلق. تسلق صبيان في سن الرابعة مداخن ساخنة كانت أحيانًا ضيقة للغاية. كان العمل خطيرًا إذ عرّض الأولاد للاختناق والاحتراق حتى الموت. نام الأولاد تحت أكياس السخام ونادرًا ما كانوا يغتسلون. بدءًا من عام 1775، تزايد القلق حول عافية هؤلاء الأولاد، وصدرت قوانين برلمانية تقيد عمالتهم، وفي عام 1875 أوقفتها تمامًا. قاد اللورد شافتسبري، أحد المحسنين، حملة لاحقة لدعمهم. في الولايات المتحدة، أُخذ الأطفال السود من ملّاكهم واستُخدموا بنفس الطريقة، وظلوا يتسلقون المداخن إلى ما بعد عام 1875.

#### السير بيرسيفال بوت
السير بيرسيفال بوت (6 يناير 1714 - 22 ديسمبر 1788، لندن، إنجلترا) جراح إنكليزي، ومن مؤسسي الجراحة العظمية التقويمية، وأول عالم يثبت أن السرطان ربما ينتج عن مادة بيئية مسرطنة. في عام 1765، انتُخب رئيسًا لزمالة الجراحين، الجناح الرائد في كلية الجراحين الملكية. في عام 1775، وجد بوت ارتباطًا بين التعرض للسخام وارتفاع معدل الإصابة بسرطان سخام المداخن، وهو سرطان يصيب الصفن (وجد لاحقًا أنه سرطانة حرشفية الخلايا) عند منظفي المداخن. كان ذلك أول ارتباط بين السرطان والتعرض المهني، وكان بوت أول شخص يثبت أن الورم الخبيث يمكن أن يكون ناتجًا عن مادة بيئية مسرطنة. ساهمت استقصاءات بوت المبكرة في علم الأوبئة وفي إقرار قانون منظفي المداخن في عام 1788.

#### يصف بوت سرطان سخام المداخن
«هو مرض يبدأ هجومه دومًا على الوجه السفلي للصفن حيث يسبب تقرحًا سطحيًا مؤلمًا ذو مظهر مرضي بحواف مرتفعة صلبة ... في وقت ليس بطويل يخترق الجلد والسِلخ وأغشية الصفن ويغزو الخصية التي تتضخم وتتصلب وتصبح متخربة بالكامل. آنذاك، يصعد عبر النتوء المنوي نحو البطن».
يعلق بوت على حياة الأولاد منظفي المداخن:
«قدر هؤلاء الأولاد قاسٍ على نحو عجيب ... يُعاملون بوحشية كبيرة ... يرمَون في المداخن الضيقة والساخنة أحيانًا، حيث تصيبهم الرضوض والحروق ويوشكون على الاختناق؛ وحين يصلون سن البلوغ ... يتعرضون لمرض بغاية الألم والسوء والفتك».